# 玉の肌石鹸
玉の肌石鹸株式会社（たまのはだせっけん）は、日本の石鹸製造業者。本社は東京都墨田区に所在する。

## 概要
1892年（明治25年）に墨田区緑に「芳誠舎」として創業した。同社は昭和30年代にミヨシ油脂傘下の企業となり、ミヨシ油脂の石鹸製造部門を分離分社化し、新たにミヨシ石鹸を設立し、製造を玉の肌石鹸、販売をミヨシ石鹸が担うこととなった。
その後、玉の肌石鹸がミヨシ石鹸の株を取得して同社を子会社化した。
昭和40年代に玉の肌ブランドはいったん消滅していたが、2003年（平成15年）よりオリジナルブランド「TAMANOHADA」として復活した。なお、2007年（平成19年）に「ミツワ石鹸」の商標権を取得したが、ミツワ石鹸は2014年（平成26年）に廃業した。

## 沿革
- 1892年（明治25年） - 芳誠舎設立、石鹸の製造を開始。
- 1910年（明治43年） - 「丸見屋」にミツワ石鹸納入。
- 1915年（大正4年） - 「玉の肌」を正式に商標登録。
- 1916年（大正5年） - 創業者の保々誠次郎没。
- 1923年（大正12年） - 関東大震災により工場全焼。
- 1924年（大正13年） - 大震災から約10ヶ月で生産再開。
- 1929年（昭和4年） - 合名会社芳誠舎石鹸製造所に改組。
- 1942年（昭和17年） - 天皇・皇后および宮家へ「菊」石鹸を献上。
- 1945年（昭和20年） - 終戦大空襲により工場全焼。
- 1948年（昭和23年）
  - 工場を再建し生産再開。
  - 「株式会社芳誠舎」に改組。
- 1960年（昭和35年） - 社名を芳誠舎から玉の肌石鹸に改名。
- 2003年（平成15年） - オリジナルブランド「TAMANOHADA」を展開。
- 2007年（平成19年） - 「ミツワ石鹸」の商標権をプロクター・アンド・ギャンブル(P&G)から取得。
- 2008年（平成20年） - 4月1日付で、100%子会社のミツワ石鹸株式会社を設立・業務開始。33年ぶりにミツワ石鹸の商品が復活したが、2014年12月31日を以て廃業した。
- 2012年（平成22年） - パーム油の認証制度であるRSPO（持続可能なパーム油のための円卓会議）に加盟。
- 2016年（平成28年） - ミヨシ油脂との合弁会社であるミヨシ石鹸を完全子会社化。

## 関連会社
- ミヨシ石鹸株式会社

## 主な商品
- TAMANOHADA

## 備考
- 東京都の港区芝１丁目（東京モノレール・浜松町駅付近）に同社のネオンサインがあったが、2019年頃に撤去され、設置されていた建物も解体されて時間貸駐車場（コインパーキング）になっている。撤去されるまで、広告料は40数年前から変わらず年間30万円であった[3]。なお、このネオンサインは墨田区緑に所在する同社社屋の外壁に移転されて稼働している。